# Nyabwa (peuple)
Pour les articles homonymes, voir Nyabwa.
Les Nyabwa ou Niaboua sont une population d'Afrique de l'Ouest vivant dans le centre-ouest de la Côte d'Ivoire, dans les départements de Daloa, Issia, Vavoua et Soubré. 

## Ethnonymie
Selon les sources et le contexte, on observe différentes formes : Niaboua, Niabua, Nyaboa, Nyabwa-Nyedebwa.
Les NIABOUA ou NYABWA font partie du grand groupe ethnique  KROU. Ce groupe ethnique auquel ils appartiennent  est composée de quinze sous groupes ethniques. Selon M. Alfred Schwartz (cet européen anciennement au Centre ORSTOM-Sciences humaines de Petit-Bassam), après une enquête aboutie et  approfondie sur le peuple KROU, tant en Côte d’Ivoire qu’au Libéria voisin, affirme que cette communauté, dans les années 70, avait une population estimée  à près de  400.000 au Libéria, origine de départ du groupement et 600.000 autres en Côte d’Ivoire où ils sont installés depuis le 15è siècle.

## Langue
Leur langue est le nyabwa, une langue krou dont le nombre de locuteurs était estimé à 42 700 en 1993.

## Population
(octobre 2012).
Si vous disposez d'ouvrages ou d'articles de référence ou si vous connaissez des sites web de qualité traitant du thème abordé ici, merci de compléter l'article en donnant les références utiles à sa vérifiabilité et en les liant à la section « Notes et références ».
Les populations nyabwa occupent les villes suivantes :
- Zoukougbeu( Région de Daloaet Ibogué (Région de Issia)
- Zaïbo (Région de Daloa)
- Dania (Région de Vavoua)
- Kouzié (Côte d'Ivoire)|Buyo] (Région de Soubré)

Les 4 sous-groupes nyabwa sont :
- Niaboua (Zoukougbeu et Ibogué)
- Kouzié (Buyo)
- Niédéboua (Dania)
- Zombo (Zaïbo)

Les Nyabwa sont un peuple pacifique qui travaille assidûment la terre pour vivre. Les Nyabwa portent les séquelles des massacres commis par les rebelles du Mouvement patriotique de Côte d'Ivoire de Guillaume Soro dans le village de Pelezi qui porte encore les stigmates de ces massacres[réf. nécessaire].

## Liste des prénoms Nyabwa
A: Anoukou, 
B: Bahi, Bailly, Baï, Bobo, Bozouzoua, Bolou, Blaguehi, biali, Ble, Boneka, Bodo  
C:
D: Didehi, Déagblé, déagouè, Doudou, Debode, Djetto, Djotto, Deneka, Dealoue, Diada; Didibo, Dadé, Douè; Denebo; Dégré; Digbé; Dénéka; Diadé
E: 
F: Falle, Fallet, Falet, 
G: Gnaka, Gnoleba, Gnanaka, Gbomene, Gbeuly, Gbely, Guizé, Guehi, Guei, Gbahi, Gougou, Gosse, Guinade, Gogo, Gnime, Guelade, Gninizi, Gnolou, Gnangbalé; Gora; Grah; Gali;    
H: Honzi
I: Itou, Ikossie, Yassié, Mozadé, Bakadé, Nimblégnini, Djè, Popo, Gnatain, Gouali 
J:
K: Keipo, Kelly, Kaniza, Kourahi, Kouraï, Koho, Kalou, Kore, Kipré,
L: Lago, Laba, Lide, Lekpai, Lohoury, libissaly Loué; 
S: Seri; 
T: Touali; Tapè; Touané; Tadé; Touaplé, Tchéwourou, Tayou
V: Vrédé
W: Wohou; Waha; Wèli
Y: Yohou; Yazè yorobo
Z: Zouzoua; Zézè; Zaounli; Zadeon; Zépré; Zobré; Zokpato; Zagbahi;